# Dodge Crusader
La Dodge Crusader est une automobile d'entrée de gamme construite par Dodge Canada de 1951 à 1958. Elle fait partie des modèles spécifiques au marché canadien, réalisés sur base de carrosseries d'automobiles Plymouth rebadgées.

## Histoire
La production d'automobiles Dodge ou De Soto avec une carrosserie légèrement plus courte, issue des automobiles Plymouth, et dans certains cas un moteur de Plymouth débute dans les années 1930, à la fois pour le marché canadien (où la dispersion des points de vente handicape les marques premium) ainsi que pour l'Australie et d'autres pays en dehors des États-Unis (Europe, Asie, Amérique Centrale , etc.). Pontiac (General Motors) et Ford-Mercury réagiront de la même façon en combinant la carrosserie de leurs automobiles les moins onéreuses avec des ornementations extérieures issues de marques plus onéreuses. Celles produites par Dodge prennent toutes le nom de Kingsway à partir de 1940.
Initialement introduite en 1951, la Crusader originale était basée sur la Plymouth Cambridge — modèle full-size d'entrée de gamme — équipée d'un moteur six cylindres en ligne à tête plate de 218,1 pouces cubes (3 572 cm3). Dodge Canada commercialise simultanément des Plymouth Concord (à châssis plus court) re-désignées Dodge Kingsway ainsi que la Dodge Regent, calquée sur les Plymouth Cranbrook, positionnée au sommet de la gamme.
Lors du changement de carrosserie en 1953, les Dodge Wayfarer et Plymouth Concord à châssis raccourci disparaissent tandis qu'un nouveau modèle haut de gamme fait son apparition, la Plymouth Belvedere, dont l'équivalent Dodge au Canada sera le modèle Mayfair, au-dessus des Crusader et Regent.
L'année suivante, le modèle américain dont la Crusader est inspirée prend le nom de Plymouth Plaza. La production des Crusader se poursuit jusqu'en 1958, année où les Plaza et Crusader disparaissent simultanément à l'occasion de l'arrivée des nouvelles Plymouth Fury, et de leur contrepartie canadienne Dodge Viscount. La Dodge Regent déplacée vers le bas de l'échelle prendra la place de la Crusader au catalogue avant de disparaître l'année suivante, victime de l'arrivée sur le marché (États-Unis compris) d'un modèle Dodge basé sur une carrosserie Plymouth rebadgée : la Dodge Dart.

## Version australienne

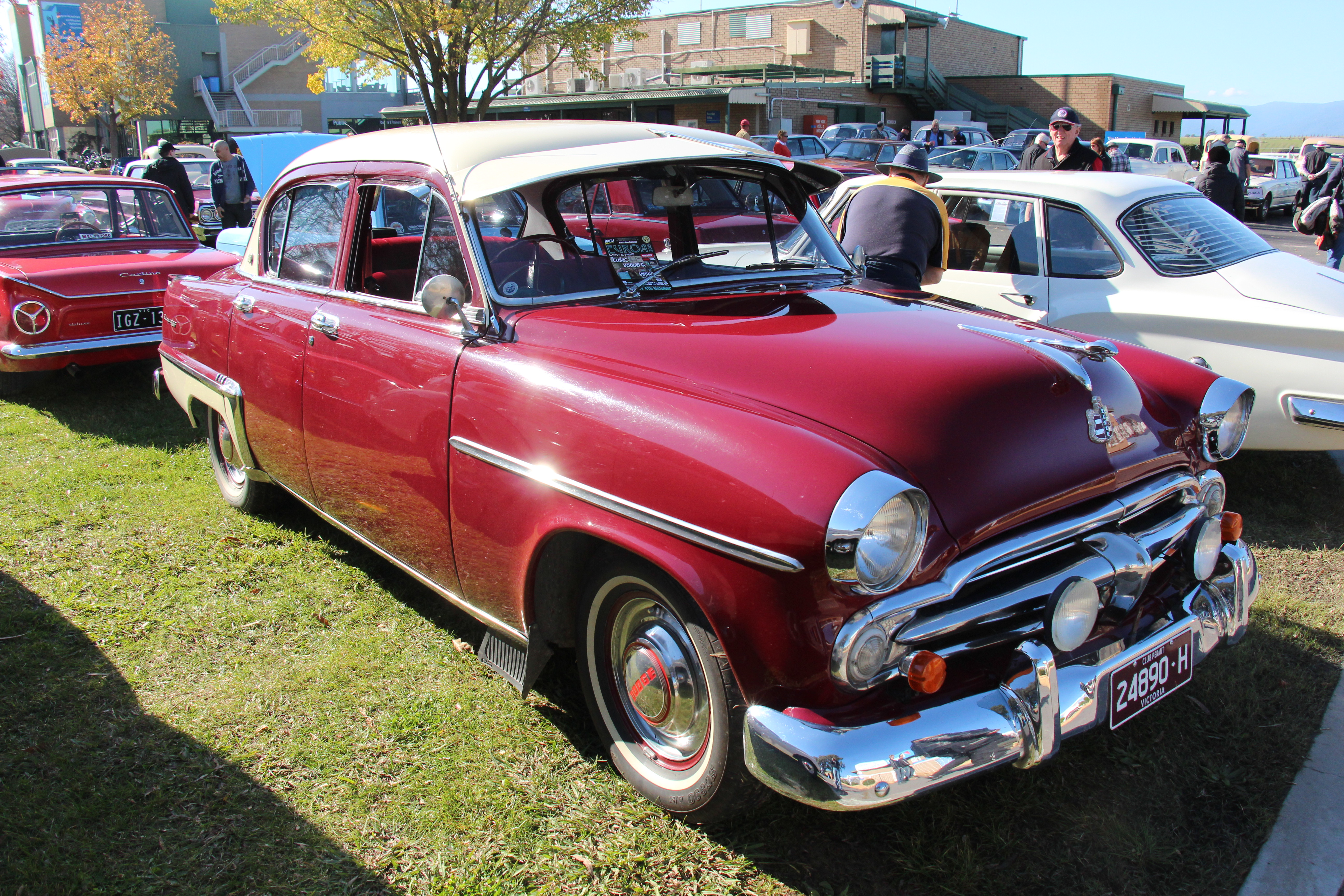
Kingsway Crusader de 1954 en Australie.

La Dodge Kingsway et son équivalent De Soto Diplomat sont commercialisées en Australie par la branche locale de Chrysler qui obtient à partir de 1951 l'équipement pour fabriquer et assembler ces automobiles Australie au lieu de dépendre d'importations de pièces et de véhicules. En 1953, la Kingsway australienne prend le nom de D43, puis D49 l'année suivante où elle sera produite avec la même carrosserie jusqu'en 1957. La variante Kingsway Crusader représente le modèle d'entrée de gamme (milieu de gamme avant la disparition des Kingsway Special) tandis que la version mieux équipée porte le nom de Kingsway Coronet.
La production de modèles recourant aux carrosseries désignées en 1953, due à des raisons budgétaires, se poursuivra ensuite jusque 1960 sous la forme des Chrysler Royal.